# Bachury
Bachury est un village de Pologne dans le gmina de Michałowo en Podlachie dans le powiat de Białystok.

## Géographie
Il est situé à la frontière de la Biélorussie, à environ 15 km au sud-ouest de Michałowo et à 45 km à l'est de Białystok.

## Histoire
De 1975 à 1998, il appartenait administrativement à la province de Bialystok.